# Nguyễn Phước Tân
Nguyễn Phước Tân (1930-2007), tên thật Nguyễn Văn Chẩn, bí danh: Hai Tân, Bảy Chẩn, Bảy Hưởng, là một Anh hùng lực lượng vũ trang nhân dân, Trung tướng Công an nhân dân Việt Nam. Ông được xem là một trong những cán bộ lãnh đạo lão thành của lực lượng An ninh với sự nghiệp gắn liền với cuộc kháng chiến chống Mỹ và các hoạt động bảo vệ an ninh quốc gia sau khi đất nước thống nhất. Ông cũng bị dính nghi án chạy án cho thuộc cấp trong vụ án N2 trong những năm 1990, ngoài ra ông còn tham gia vào chuyên án KC50 của tỉnh Cửu Long cũ, bắt oan hơn 200 người, trong đó giết oan nhiều chức sắc phật giáo Khmer thân tín với chế độ cộng sản Việt Nam, đây là vụ án chính trị- gián điệp hết sức nghiêm trọng, khiến giám đốc công an Cửu Long vào tù và bí thư Tỉnh ủy mất chức.

## Thân thế
Ông sinh ngày 7.6.1930, tại xã Tân Khánh (Tân Đông ngày nay), huyện Châu Thành, tỉnh Sa Đéc (nay là xã Tân Khánh Đông, thành phố Sa Đéc, tỉnh Đồng Tháp); trú quán số 322/40 An Dương Vương, phường 4, quận 5, Thành phố Hồ Chí Minh.
Tháng 4 năm 1946, ông tham gia cách mạng, làm công nhân và thư ký công nhân cứu quốc xã Tân Khánh Đông, thị xã Sa Đéc. Tháng 1 năm 1947, ông được kết nạp vào Đảng Cộng sản Việt Nam.
Từ năm 1960 đến năm 1990, ông là cán bộ điệp báo, Phó tiểu ban Điệp báo Ban An ninh khu Tây Nam Bộ, phụ trách Cụm Điệp báo Ban An ninh Trung ương Cục, Trưởng phòng Trinh sát Bảo vệ Chính trị Ban An ninh Trung ương Cục, Phó cục trưởng A16, Tổ trưởng Tổ An ninh K4/2, Phó tổng cục trưởng Tổng cục An ninh, Trưởng đoàn chuyên gia Bộ Nội vụ Việt Nam tại Campuchia.
Từ tháng 10 năm 1998 đến ngày mất, ông nghỉ chế độ hưu trí. Ông từ trần lúc 0 giờ 10 phút ngày 25.5.2007, thọ 78 tuổi.
Trong quá trình công tác, ông được phong cấp hàm Trung tướng, Anh hùng Lực lượng vũ trang nhân dân, được Đảng và Nhà nước tặng thưởng nhiều huân huy chương và Huy hiệu 60 năm tuổi Đảng.

## Trong chiến tranh Việt Nam
Sau Hiệp định Genève, là một cán bộ có năng lực, ông được Đảng bố trí ở lại hoạt động tại miền Nam Việt Nam. Thời kỳ đầu, sau tháng 7/1954, Hai Tân làm công tác binh vận ở tỉnh Sa Đéc, sau đó Khu ủy Khu 9 điều động lên Ban Binh vận Khu 9. Không lâu sau đó, ông chuyển sang làm công tác tình báo của Ban An ninh Khu 9.
Suốt từ năm 1960 cho đến năm 1975, Nguyễn Phước Tân làm công tác điệp báo an ninh. Ông được lãnh đạo Ban An ninh Tây Nam Bộ, được giao trọng trách là Phó trưởng Tiểu ban điệp báo từ năm 1960 đến 1968. Trong thời kỳ này, ông đã xây dựng, tuyển lựa được nhiều cơ sở, chiến sĩ điệp báo và đưa vào hoạt động trong chính quyền Việt Nam Cộng Hòa dưới vỏ bọc là sĩ quan quân đội, xã trưởng, thương gia,… Nhiều tin tức quan trọng trên các lĩnh vực được lưới điệp báo của Ban An ninh Tây Nam Bộ do ông lãnh đạo, chỉ huy thu thập và góp phần tích cực cho cuộc kháng chiến.
Sau cuộc Tổng tấn công và nổi dậy Tết Mậu Thân năm 1968, lực lượng điệp báo An ninh T4 đã bị lộ khá nhiều. Do nhu cầu của công tác tình báo phục vụ kháng chiến, Ban An ninh Trung ương Cục miền Nam yêu cầu Ban An ninh Tây Nam Bộ chuyển giao mạng lưới điệp báo cho Nguyễn Phước Tân xây dựng có cơ sở ở Sài Gòn cho Ban An ninh T4 sử dụng.
Mạng lưới này hoạt động rất có hiệu quả cho đến ngày giải phóng miền Nam 30/4/1975. Trong đó có Vũ Thành Hà, vốn được Nguyễn Phước Tân tuyển chọn, huấn luyện và sau đó cài vào lực lượng Cảnh sát đặc biệt của chính quyền Sài Gòn và đã được chính quyền Sài Gòn bố trí làm "xã trưởng" Bình Hòa (nay là quận Bình Thạnh, TP Hồ Chí Minh), là một khu vực ven đô quan trọng, nơi có nhiều cơ sở cách mạng hoạt động. Đồng thời, Ban An ninh Trung ương Cục cũng quyết định điều động Nguyễn Phước Tân về công tác ở Tiểu Ban điệp báo Ban An ninh Trung ương Cục.
Với kinh nghiệm hoạt động tình báo, Nguyễn Phước Tân được Ban An ninh Trung ương Cục giao chỉ huy một số đầu mối tình báo quan trọng, trong đó có Giáo sư, Tiến sĩ Nguyễn Đình Ngọc, người được Bộ Công an điều động từ châu Âu về hoạt động ở miền Nam năm 1968. Sau này, Nguyễn Đình Ngọc được phong hàm Thiếu tướng Công an.
Với những quan hệ đặc biệt và có điều kiện tiếp xúc với một số quan chức cao cấp trong quân lực Việt Nam Cộng hòa, tướng tá Mỹ, Nguyễn Đình Ngọc đã thu thập được những tin tức quan trọng về các kế hoạch càn quét, đánh phá căn cứ Trung ương Cục miền Nam, về việc Mỹ không có ý định can thiệp quân sự khi Việt Nam Dân chủ Cộng hòa mở cuộc tấn công thống nhất Việt Nam năm 1975. Những tin tức này đã được Nguyễn Đình Ngọc báo cáo cho Nguyễn Phước Tân và sau đó được báo cáo cho cấp trên kịp thời.

## Sau khi thống nhất đất nước
Sau ngày miền Nam hoàn toàn được giải phóng, Nguyễn Phước Tân được bổ nhiệm là Phó Cục trưởng Cục Chống phản động, sau đó là Tổ trưởng Tổ An ninh K4/2 (hàm Cục trưởng). Đến năm 1987, Nguyễn Phước Tân được bổ nhiệm làm Phó Tổng cục trưởng Tổng cục Phản gián (nay là Tổng cục An ninh).
Trong thời kỳ này, Nguyễn Phước Tân đã có nhiều hoạt động lãnh đạo, chỉ huy nghiệp vụ sắc bén, góp phần tích cực vào những chiến công của lực lượng An ninh, đấu tranh làm thất bại nhiều âm mưu, hoạt động của các tổ chức chống lại chính quyền Việt Nam.
Những vụ án lớn như "Dân quân phục quốc" do Nguyễn Việt Hưng cầm đầu nổi tiếng với việc sử dụng nhà thờ Vinh Sơn ở Thành phố Hồ Chí Minh làm "căn cứ" cố thủ, hoạt động bí mật; các chuyên án chống lại lực lượng FULRO đầu những năm 1980, và đặc biệt là Kế hoạch CM-12, đập tan âm mưu và tổ chức gián điệp Lê Quốc Túy - Mai Văn Hạnh được sự hậu thuẫn của các thế lực nước ngoài để chống phá chính quyền Việt Nam. Đặc biệt, thắng lợi của Kế hoạch CM-12 được xem là một trong những chiến công lớn nhất của lực lượng CAND Việt Nam.

## Vụ bê bối
Nguyễn Phước Tân được cho là có hành vi chạy án trong vụ án bí số N2 - Nguyễn Văn Hiệp (cựu phó giám đốc công an Đồng Nai - nguyên trưởng phòng Bảo vệ chính trị, bị bắt năm 1988) tham nhũng 1470 lượng vàng. Bản tự khai ngày 9/3/1990 của bị can Phạm Tấn Hưng viết: "Anh Hai bảo: Thằng  Mười Vân (tức Nguyễn Hữu Giộc, nguyên Giám đốc Công an Đồng Nai  –  bị tuyên án tử hình năm 1984 vì tội danh tham ô, đưa người vượt biên) bây giờ ai khai cho nó, nó cũng không nhận, mày khai cho nó, nó không nhận, người ta cũng tin. Mày nghe lời tao, khai cho Mười Vân đi, thì tao ráng xin cho mày miễn truy tố trong vụ án này…". Tháng 4 năm 1990, Nguyễn Phước Tân, khi ấy đang là trưởng đoàn chuyên gia an ninh của bộ nội vụ tại Campuchia, bị đình chỉ chức vụ.
Xác minh thấy có căn cứ khẳng định Nguyễn Phước Tân có hành vi che giấu tội phạm, giữa tháng 6/1990, Cơ quan điều tra đã quyết định khởi tố ông về hành vi che giấu tội phạm. Trong thời điểm ấy, rạng sáng ngày 14/8/1990, Nguyễn Văn Hiệp chết bất thường trong trại giam (được báo cáo lên là tự sát). Vì chỉ có lời khai của Hưng đối với Nguyễn Phước Tân, trong lúc nghi phạm này không thừa nhận lời khai của Hưng, do vậy chưa có cơ sở kết luận Nguyễn Phước Tân phạm tội che giấu tội phạm. Giữa tháng 9/1990, Cơ quan điều tra đã có báo cáo kết thúc điều tra vụ án N2, đình chỉ điều tra đối với Nguyễn Văn Hiệp, Nguyễn Phước Tân. Đầu tháng 4 năm sau, Nguyễn Phước Tân nhận chức phó tổng cục trưởng an ninh, và giữ chức vụ này suốt 7 năm cho đến ngày ông về hưu vào năm 1998.

## Đánh giá
Là một cán bộ lãnh đạo an ninh dày dạn kinh nghiệm, Nguyễn Phước Tân không chỉ được nhớ tới với những chiến công xuất sắc mà ông còn được, đồng đội kính trọng bởi khả năng lãnh đạo, chỉ huy đầy sức thuyết phục. Nhiều cán bộ được ông đào tạo bồi dưỡng đã trưởng thành trong lực lượng An ninh nhân dân. Ông cũng được bà con, đồng bào, ngoài lực lượng CAND mến mộ, kính trọng
Đánh giá về ông với vụ bê bối, nguyên phó viện trưởng Viện kiểm sát nhân dân tối cao, Dương Thanh Biểu nói: "Đúng ra, họ bị tiền của và những dục vọng thấp hèn làm cho lóa mắt. Lòng tham nổi lên thành lớp lớp sóng triều nhấn chìm họ xuống hố đen sa đọa lúc nào không hay".